# Siergiej Rubinsztejn

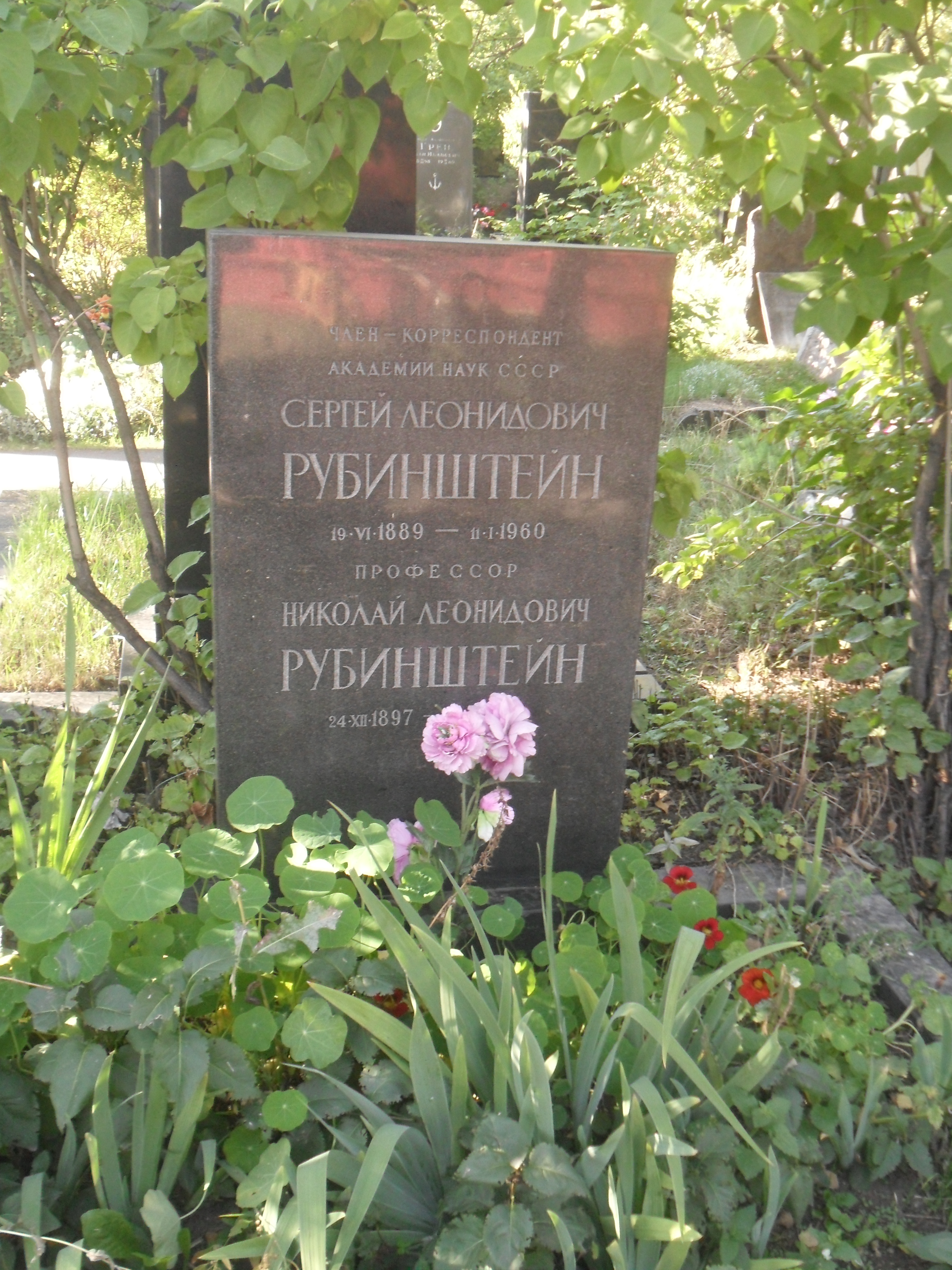
Grób Siergieja Rubinsztejna

Siergiej Leonidowicz Rubinsztejn (ros. Сергей Леонидович Рубинштейн; ur. 1889, zm. 1960) – radziecki psycholog i filozof. Był profesorem Uniwersytetu Moskiewskiego oraz członkiem Akademii Nauk ZSRR. Zajmował się zagadnieniami poznania oraz rozwoju świadomości człowieka, myśleniem, a także filozoficznymi oraz metodologicznymi podstawami psychologii.

## Ważniejsze prace
- Podstawy psychologii (1946)
- Byt i świadomość (1957)
- Myślenie i drogi jego poznania (1958)